# Okrúhlica (1165 m)
Okrúhlica (1165 m) – szczyt w Górach Kisuckich w północnej Słowacji. Leży w odległości ok. 5 km na północ od miejscowości Zázrivá.
Znajduje się we wschodniej części Gór Kisuckich, w ich głównym grzbiecie, w odległości ok. 600 m na północny wschód od szczytu Javorinka. Na północno-zachodnich stokach Okrúhlicy ma źródła rzeka Bystrica, na południowo-wschodnich potok Zázrivka.
Okrúhlica to bardzo niewybitny szczyt. Ma formę płaskiej kopuły, wznoszącej się nie więcej niż kilkanaście metrów ponad linię grzbietu. Jego stoki porasta las, ale sam szczyt i grzbiet w kierunku Javorinki jest trawiasty – to pozostałość dawnej hali. Jest to niewielka, wąska hala grzbietowa. Prowadzi nią znakowany niebiesko szlak turystyczny.

## Szlak turystyczny
odcinek: Sedlo Kubínska hoľa – Vasiľovská hoľa – Minčol (1139 m) – Bzinská hoľa – Príslopec – Paráčsky Minčol – Paráč – Sedlo pod Okrúhlicou – Okrúhlica – Javorinka – Okrúhlica (1076 m) – Kýčerka – Kováčka – Zázvorovci – Vojenné – Pod Vojenným – Káčerovci – Pod Mravečníkom – Mravečník – Terchová